# Чифс (регбийный клуб)
Это статья о новозеландском регбийном клубе. Об английском регбийном клубе см. статью «Эксетер Чифс».
«Чифс» (англ. Chiefs — «вожди»), в прошлом также «Уаикато Чифс» — новозеландский регбийный клуб, выступающий в чемпионате Супер Регби. Команда, основанная в 1996 г., проводит домашние матчи на арене «Уаикато Стэдиум», способной вместить 25 800 зрителей. Традиционные цвета «вождей» — чёрный, красный и жёлтый.
До 2004 г. клуб был единственным представителем островного государства, ни разу не выходившим в плей-офф чемпионата. В том году регбисты завоевали право сыграть в полуфинале, где и уступили «Брамбиз» (20:37), заняв по итогам сезона четвёртое место. В 2009 г. команда добралась до финального матча, однако крупно уступила там южноафриканским «Буллз» (17:61).
Проведя успешный регулярный сезон 2012 г., коллектив вновь вышел в финал, проходивший на стадионе «Чифс». Соперники из «Шаркс» не считались фаворитами матча, и новозеландцы предсказуемо выиграли (37:6), впервые став победителями турнира. По итогам сезона-2013 клуб стал чемпионом во второй раз, обыграв в финале «Брамбиз» со счётом 27:22.

## История
Клуб создан в 1995 г. и с 1996-го участвует в соревнованиях. Предшественником чемпионата Супер 12 был турнир Супер 10, в котором состязались команды из Национального провинциального чемпионата, в том числе и «Уаикато». В первом сезоне нового соревнования «Чифс» одержали шесть побед в одиннадцати играх — этого хватило для того, чтобы занять шестую позицию. Через год клуб финишировал уже одиннадцатым (4 победы). В 1998 г. «вожди» обосновались на седьмом месте также с шестью победами. В 1999 г. коллектив показал меньшую результативность (5 побед), но сумел подняться в турнирной таблице на одну строчку выше. Игры плей-офф всё ещё проходили без участия гамильтонцев.
В 2000 г. клуб выиграл в трёх случаях и занял десятое место. На следующий год «Чифс» повторили лучший результат, достигнув шестой позиции. В 2002 и 2003 гг. «вожди» заняли восьмую и десятую строчки соответственно. Наконец, в 2004 г. коллектив одержал семь побед, достаточных для четвёртого места, гарантирующего выход в плей-офф. В своём первом полуфинале регбисты уступили соперникам из «Брамбиз». В 2005 г. спортсмены с Северного острова оказались шестыми, а в 2006 г., когда турнир принял новые команды из Австралии и ЮАР, новозеландцы стали седьмыми. В сезоне 2009 г. «Чифс» дошли до финала, где проиграли «Буллз» с рекордной разницей -44 очка.
Сезон 2012 г. принёс клубу первый чемпионский титул. Завершив регулярное первенство в ранге лучшей команды Новой Зеландии, «вожди» обеспечили себе участие в домашнем полуфинале. Там, на «Уаикато Стэдиум», регбисты переиграли «Крусейдерс» со счётом 20:17. В главном матче года команда взяла верх над «Шаркс» (37:6). В этом же соревновательном году «Чифс» поставили несколько рекордов клуба, в их числе: наибольшее количество домашних побед, лучшая домашняя серия, лучшая победная серия в сезоне, наибольшее количество очков и попыток, набранных в матчах.
В 2013 году команда повторила успех, обыграв в финальном матче «Брамбиз» (27:22).

## Регионы
Команда представляет провинциальные регбийные союзы Бей-оф-Пленти, Каунтис Манукау,  Кинг-Кантри, Темз-Велли, Таранаки и Уаикато. Изначально клуб также включал спортсменов из Нортленда и Норт-Харбора.
В середине 1990-х гг. значительная часть новозеландских игроков происходила из Окленда, Норт-Харбора и Каунтис Манукау. Когда «Блюз» получили право приглашать игроков из этих союзов (а также из Нортленда), эта команда практически стал базовым клубом «Олл Блэкс». Чтобы уравновесить ситуацию, национальный союз перевёл Нортленд и Норт-Харбор в ведение «Чифс». Когда в 1999 г. гегемония спортсменов из этих областей подошла к концу, «Чифс» и «Блюз» «обменялись» регионами. Нортленд и Норт-Харбор перешли к «Блюз», в то время как «Чифс» получили Каунтис Манукау и Темз-Велли. С 2013 года регион Таранаки перешёл из ведения «Харрикейнз» к «вождям» на семилетний срок.

## Владельцы
«Чифс» принадлежит Новозеландскому регбийному союзу. С 2013 года предпринимаются попытки передачи клуба под частное управление. Так, в 2014 году была создана компания Chiefs Rugby Club Limited Partnership, которой были переданы права на управление франшизой на срок до 2020 года. Половина акций компании принадлежит местным регбийным союзам, а другая половина — частным инвесторам. 

## Результаты и достижения

### Результаты по сезонам
| Супер 12 | Супер 14 | Супер Регби |
| Сезон | Место | Игры | Победы | Ничьи | Поражения | Очки + | Очки - | Разница | Бонусы | Турнирные очки | Плей-офф                              |
| ----- | ----- | ---- | ------ | ----- | --------- | ------ | ------ | ------- | ------ | -------------- | ------------------------------------- |
| 1996  | 6-е   | 11   | 6      | 0     | 5         | 291    | 269    | +22     | 4      | 28             |                                       |
| 1997  | 11-е  | 11   | 4      | 0     | 7         | 272    | 295    | -23     | 3      | 19             |                                       |
| 1998  | 7-e   | 11   | 6      | 0     | 5         | 279    | 291    | -12     | 5      | 29             |                                       |
| 1999  | 6-e   | 11   | 5      | 0     | 6         | 248    | 301    | -53     | 6      | 26             |                                       |
| 2000  | 10-e  | 11   | 3      | 0     | 8         | 257    | 352    | -95     | 8      | 20             |                                       |
| 2001  | 6-e   | 11   | 6      | 0     | 5         | 301    | 330    | -29     | 4      | 28             |                                       |
| 2002  | 8-e   | 11   | 4      | 0     | 7         | 323    | 341    | -18     | 8      | 24             |                                       |
| 2003  | 10-e  | 11   | 2      | 0     | 9         | 257    | 274    | -17     | 9      | 17             |                                       |
| 2004  | 4-e   | 11   | 7      | 0     | 4         | 274    | 251    | +23     | 5      | 33             | (поражение в полуфинале от «Брамбиз») |
| 2005  | 6-e   | 11   | 5      | 1     | 5         | 272    | 250    | +22     | 6      | 28             |                                       |
| 2006  | 7-e   | 13   | 7      | 1     | 5         | 325    | 298    | +27     | 6      | 36             |                                       |
| 2007  | 6-e   | 13   | 7      | 1     | 5         | 373    | 321    | +52     | 10     | 40             |                                       |
| 2008  | 7-e   | 13   | 7      | 0     | 6         | 348    | 349    | -1      | 6      | 34             |                                       |
| 2009  | 2-e   | 13   | 9      | 0     | 4         | 338    | 236    | +102    | 9      | 45             | (поражение в финале от «Буллз»)       |
| 2010  | 11-e  | 13   | 4      | 1     | 8         | 340    | 418    | -78     | 8      | 26             |                                       |
| 2011  | 10-e  | 16   | 6      | 1     | 9         | 332    | 348    | -16     | 4      | 40             |                                       |
| 2012  | 1-e   | 16   | 12     | 0     | 4         | 444    | 358    | +86     | 8      | 64             | (победа в финале над «Шаркс»)         |
| 2013  | 1-e   | 16   | 12     | 0     | 4         | 458    | 364    | +94     | 10     | 66             | (победа в финале над «Брамбиз»)       |
| 2014  | 5-e   | 16   | 8      | 2     | 6         | 384    | 378    | +6      | 8      | 44             |                                       |
| 2015  | 5-e   | 16   | 10     | 0     | 6         | 372    | 299    | +73     | 8      | 48             |                                       |

### Супер Регби: достижения
- Чемпион (2): 2012, 2013
- Финалист (1): 2009
- Полуфиналист (1): 2004

## Игроки

### Текущий состав
Состав «Чифс» на сезон 2016 года:

## Тренеры и капитаны

### Главный тренер
- Дэйв Ренни

### Ассистенты тренера
- Кирон Кин
- Нил Барнс
- Эндрю Стробридж

### Бывшие главные тренеры
- Бред Морант (1996—1997)
- Росс Купер (1998—2000)
- Джон Митчелл (2001)
- Кевин Грин (2002—2003)
- Иан Фостер (2004—2011)
- Дэйв Ренни (2012—н. в.)

### Капитаны
- Ричард Тёрнер (1996)
- Йен Джонс (1997)
- Эррол Брэйн (1998)
- Майкл Коллинз (1999)
- Гленн Тейлор (2000)
- Дион Мьюир (2001—2002)
- Джоно Гиббз (2002—2008)
- Милс Мулиаина (2008—2010)
- Лайам Мессам (2011—2015)
- Крейг Кларк (2012—2013)
- Аарон Круден (2014—н. в.)
- Броди Реталлик (2014)
- Сэм Кейн (2015—н. в.)